# پیاده‌نظام
پیاده‌نظام به دسته‌ای از سربازان گفته می‌شود که عملیات‌های نظامی محول به آنها صرفاً در خشکی بوده و به این منظور آموزشهای نظامی لازم را گذرانده‌اند. عملیات قابل اجرا توسط پیاده‌نظام عبارتند از: تهاجم و دفاع، تعقیب و گریز، گشت‌زنی، اسکورت کردن، مقابله با گروگان‌گیری، ساخت‌وساز و تعمیرات، انجام رزمایش و رژه نظامی.

## ارتش جمهوری اسلامی ایران

رسته پیاده ارتش جمهوری اسلامی ایران

رسته پیاده از رسته‌های رزمی که مهم‌ترین رستهٔ نیروی زمینی ارتش جمهوری اسلامی ایران است، به عنوان رسته مادر نیز شناخته می‌شود، پرسنل پایور نیز پس از آموزشگاه درجه داری و دانشگاه افسری امام علی، دوره رسته پیاده را در مرکز پیاده شیراز سپری می‌کنند. پرسنل پایور رسته پیاده توانایی کار با راکت انداز ۱۰۷ م. م، خمپاره انداز ۶۰، ۸۱، ۱۲۰، اس پی جی، آر پی جی، دوشکا، موشک انداز تاو و غیره را دارند. پرسنل پیاده در گردان‌های پیاده تفنگدار سازماندهی می‌شوند و فرماندهی و گروهبان دسته یکی از تجهیزات نظامی را بر عهده می‌گیرند. در سطح گردان، تیپ و لشکر نیز کارکنان رکن سوم که مسئولیت آموزش و عملیات را عموماً بر عهده دارند از بین پرسنل رسته پیاده گزینش می‌شوند. عموماً امرای نظامی نیروی زمینی قبل از دوره دافوس رسته پیاده بوده‌اند، پیاده جزء معدود رسته‌هایی است که دارندگان آن می‌توانند به دوره عالی امیری نائل شوند.

## نگارخانه

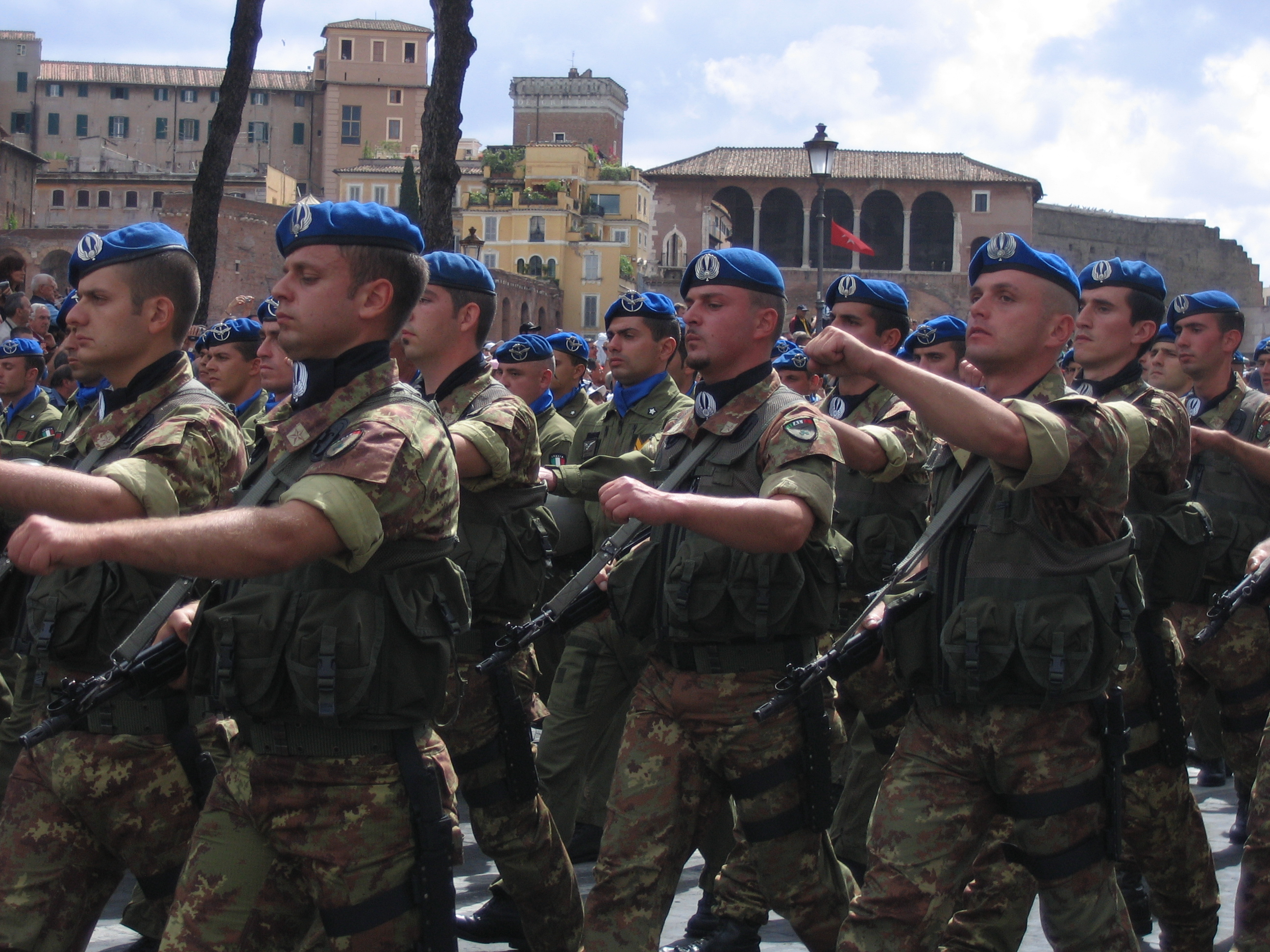
رژه نظامی سربازان ارتش ایتالیا در سال ۲۰۰۷
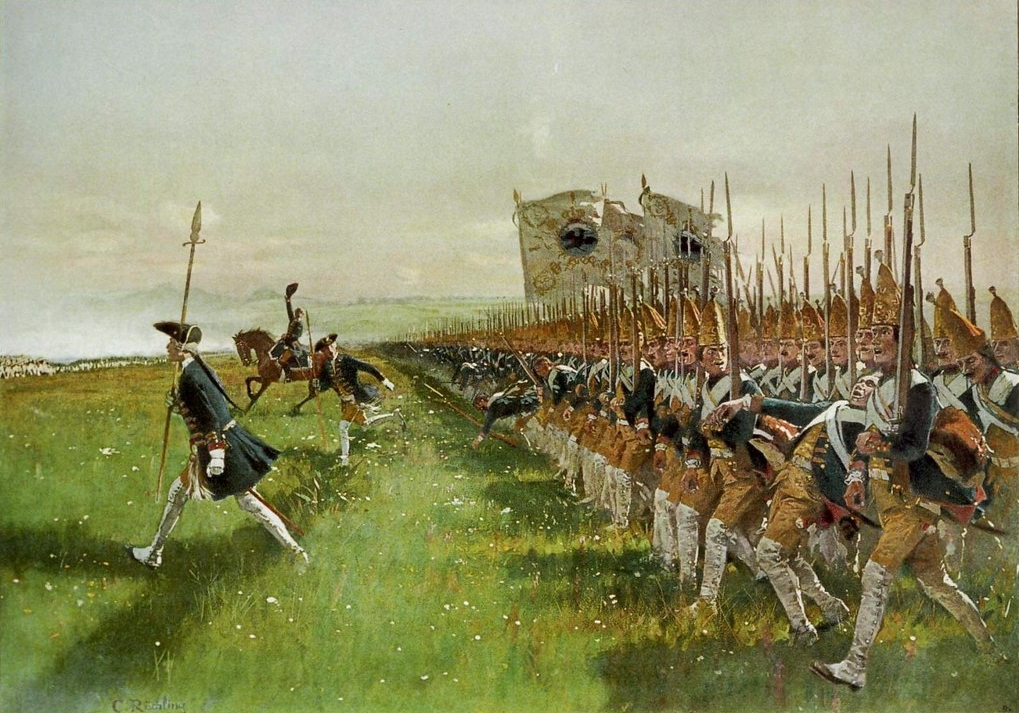
تهاجم پیاده‌نظام پروس به نیروهای زاکسن و اتریش
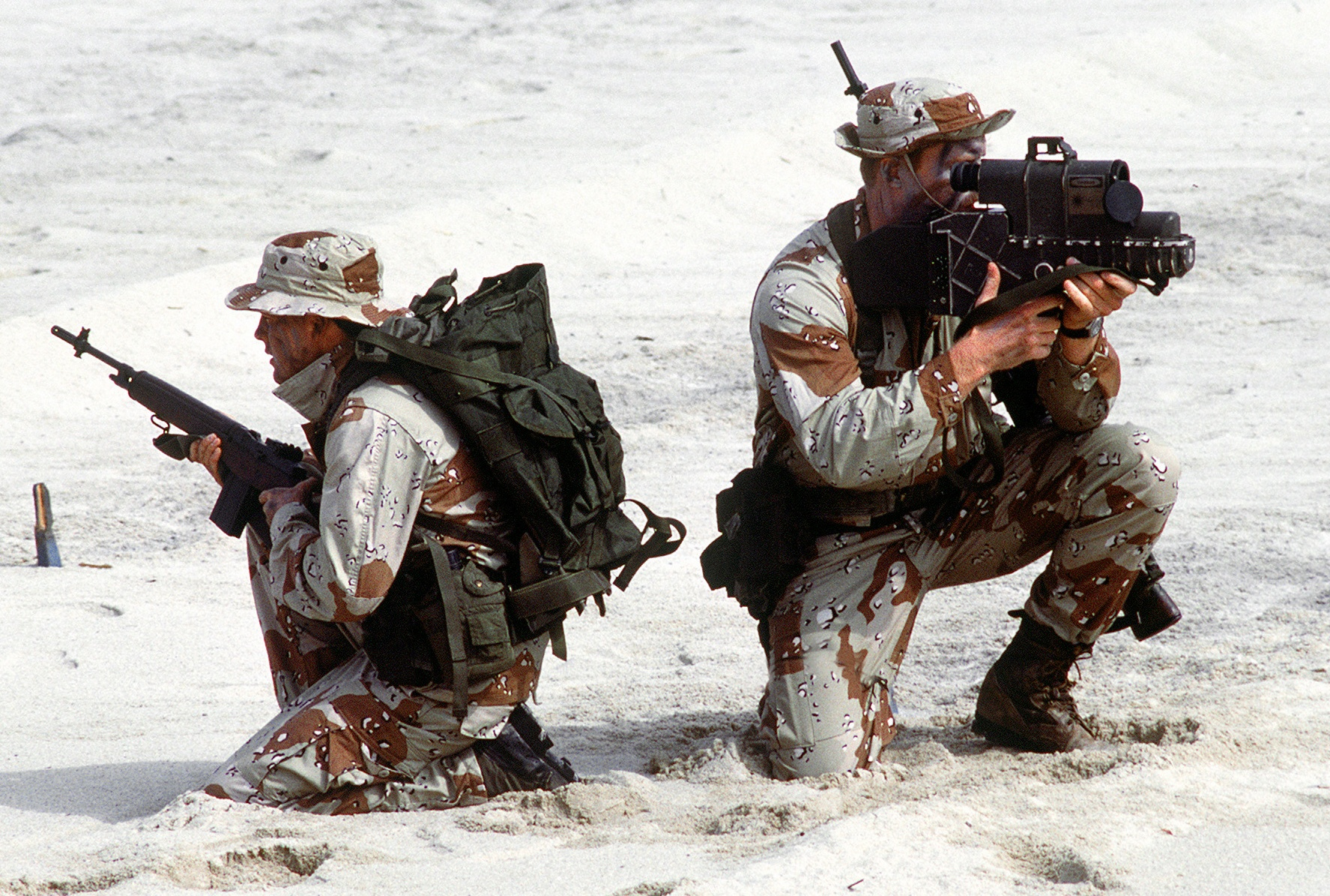
دو تن از سربازان یگان ویژه نیروی دریایی ایالات متحده آمریکا
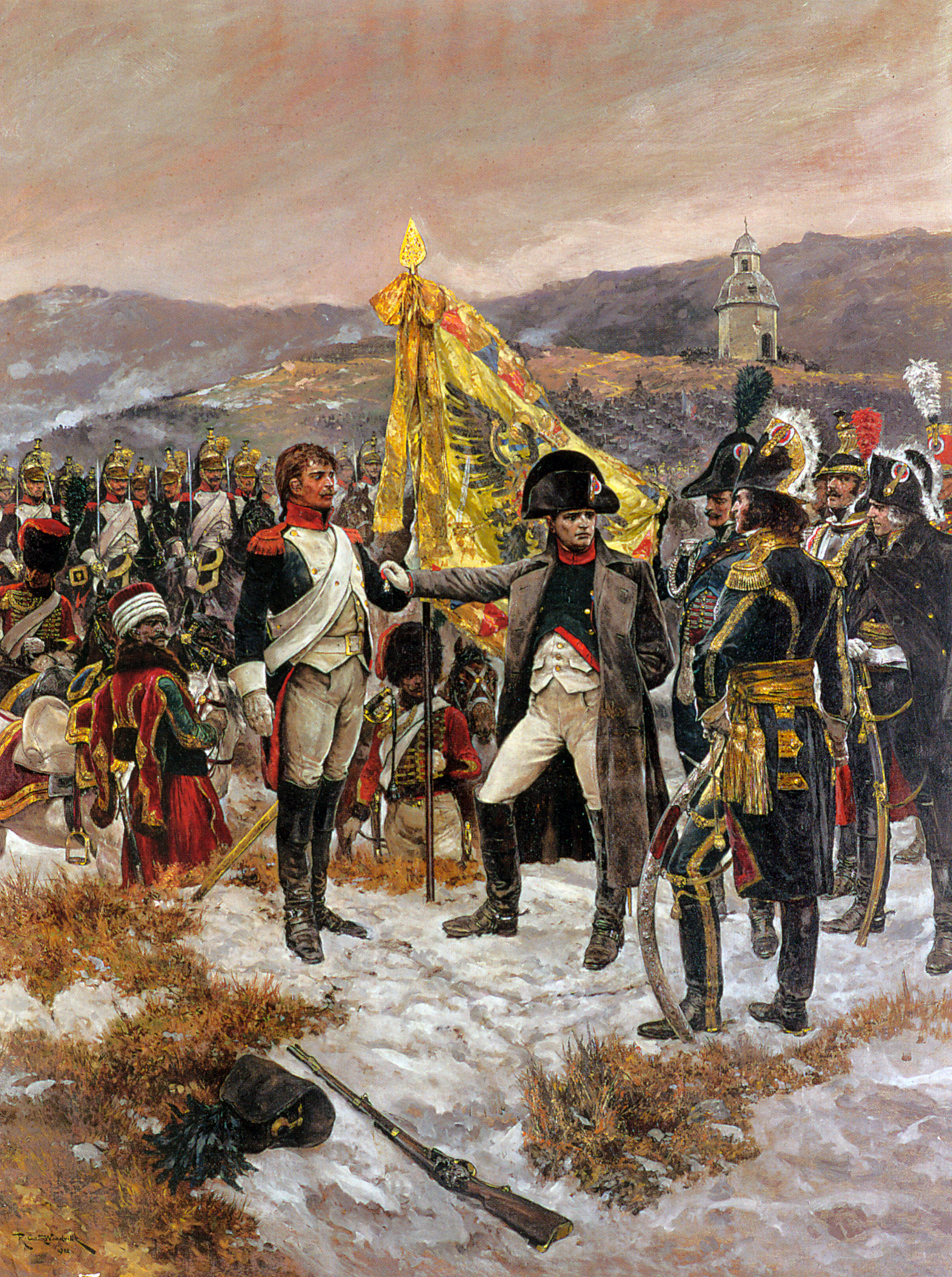
نقاشی ناپلئون بناپارت به همراه نیروهای پیاده نظام ارتش فرانسه